# Pinus virginiana
Pinus virginiana ist eine Pflanzenart aus der Gattung der Kiefern (Pinus) innerhalb der Familie der Kieferngewächse (Pinaceae). Das natürliche Verbreitungsgebiet liegt im Osten der Vereinigten Staaten. Sie wird häufig als Christbaum verwendet.

## Beschreibung

### Erscheinungsbild
Pinus virginiana wächst als immergrüner Baum, der Wuchshöhen von meist 15 bis 18 Metern, selten auch bis 25 Metern erreicht. Der Stamm ist gerade, verdreht oder gegabelt und erreicht Brusthöhendurchmesser von bis zu 50 Zentimetern. Oder sie wächst buschförmig. Die Stammborke ist dünn und schuppig, im unteren Bereich dicker Stämme unregelmäßig gefurcht und graubraun, in höheren Bereichen des Stamms rötlich. Die zahlreichen Äste stehen unregelmäßig waagrecht oder aufgerichtet und bilden oft dichte, gerundete oder flache Krone. Die benadelten Zweige sind dünn und durch Pulvini abgefallener Blattscheiden rau. Junge Triebe sind kahl, rötlich braun, häufig bläulich überlaufen (glauk) und verfärben sich später rotbraun bis grau.

### Knospen und Nadeln

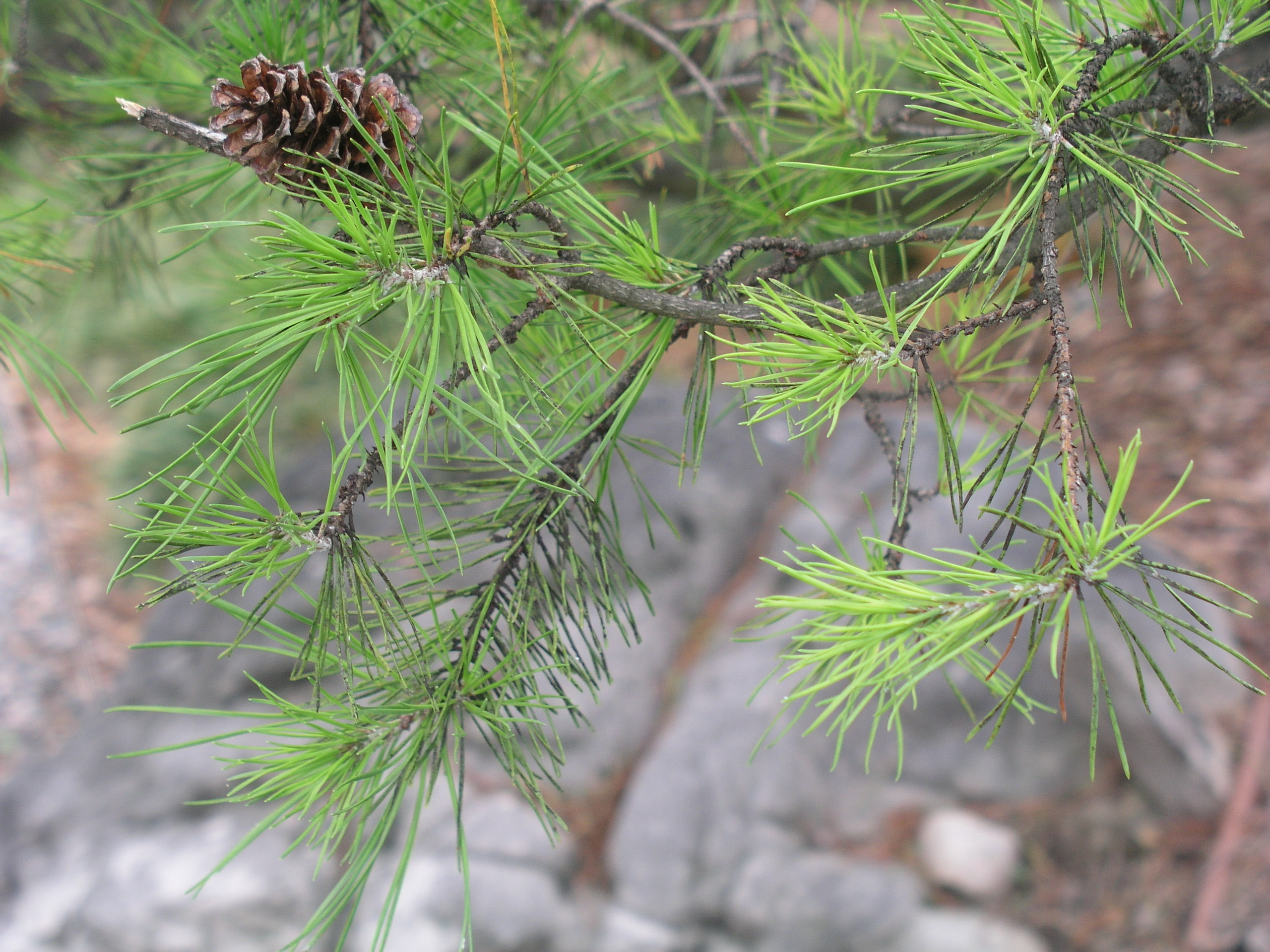
Zweige und Nadeln

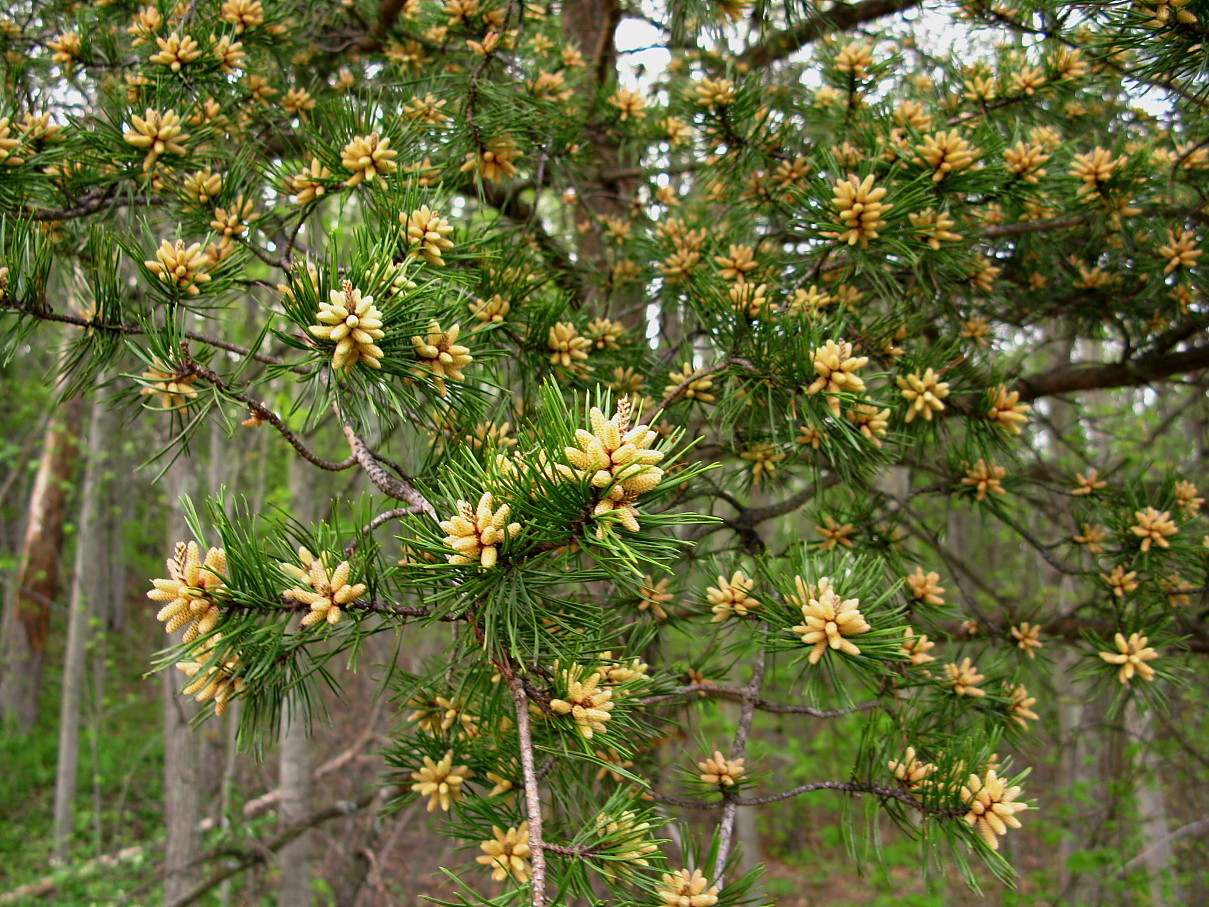
Zweige mit männlichen Blütenzapfen

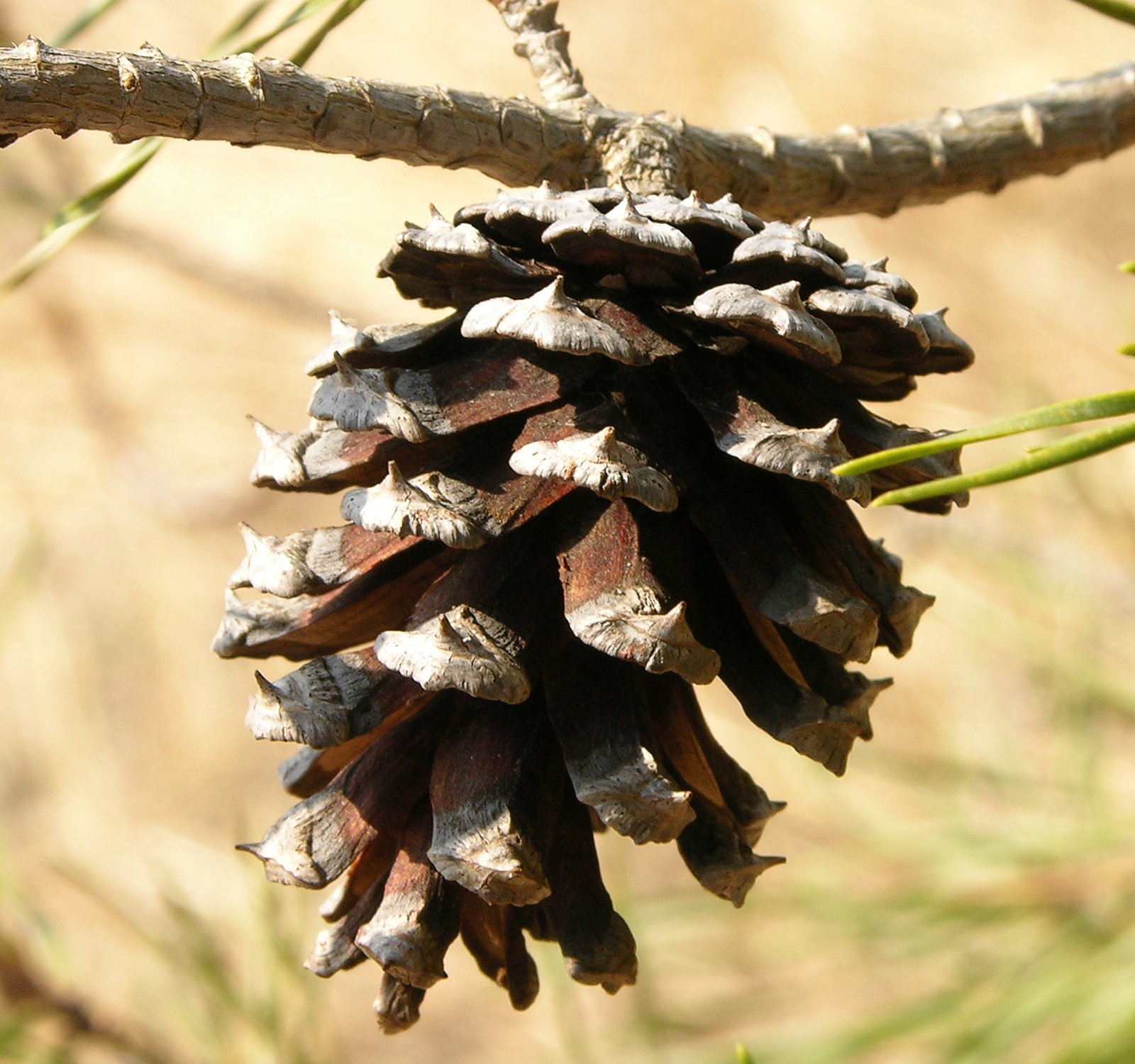
Samenzapfen

Die Winterknospen sind bei einer Länge von 5 bis 10 Millimetern relativ kurz und dick, eiförmig mit kurz zugespitztem Ende und harzig oder nicht harzig. Die Knospenschuppen sind rotbraun und haben einen weißlichen Rand.
Die Nadeln stehen waagrecht zu zweit in einer bleibenden, basalen, 4 bis 10 Millimeter langen Nadelscheide und bleiben drei bis vier Jahre am Baum. Die hell-, dunkel- oder gelblich grünen Nadeln sind unelastisch und häufig stark verdreht, 3 bis 8 Zentimeter lang und 1 bis 1,5 Millimeter breit, mit breit dreieckigem Querschnitt. Der Nadelrand ist fein gesägt, das Ende schmal spitz. Auf allen Nadelseiten gibt es unauffällige Spaltöffnungslinien. Je Nadel werden zwei mittig verlaufende Harzkanäle gebildet.

### Zapfen und Samen
Die Pollenzapfen sind ellipsoid-zylindrisch, 10 bis 15 Millimeter lang, rotbraun und während der Blüte gelb. Die Samenzapfen stehen einzeln oder in Paaren. Sie sind beinahe sitzend oder wachsen auf einem bis zu 1 Zentimeter langen, festen Stiel. Sie sind 3,5 bis 7 Zentimeter lang, leicht schief bis symmetrisch, geschlossen konisch und geöffnet eiförmig. Die Samenschuppen sind länglich, holzig und unelastisch, matt rotbraun mit einem deutlich purpurroten Rand. Die Apophyse ist deutlich erhöht oder etwas verdickt, quer gekielt und hellbraun. Der Umbo ist pyramidenförmig und mit einem festen, dünnen, 5 Millimeter langen, geraden oder zurückgebogenen Stachel bewehrt. Die Samen sind verkehrt-eiförmig, 4 bis 6 manchmal bis 7 Millimeter lang, leicht abgeflacht mit schiefer Spitze, blassbraun mit dunklen Flecken. Der Samenflügel ist schmal und 16 bis 20 Millimeter lang.

### Chromosomenzahl
Die Chromosomenzahl beträgt 2n = 24.

## Wachstum und Entwicklung
Pinus virginiana vermehrt sich auf natürliche Weise nicht vegetativ. Die Bestäubung erfolgt abhängig von den Temperaturen von Mitte März bis in den späten Mai wie bei allen Kiefern durch den Wind, die Befruchtung geschieht etwa 13 Monate später, wenn die Zapfen ihre volle Größe erreicht haben. Die Zapfen reifen vom späten September bis in den frühen November. Kurze Zeit später werden die Samen abgegeben. Die Zapfen können danach noch bis zu 15 Jahre am Baum bleiben. Jedes Jahr reifen einige Zapfen, Mastjahre mit besonders vielen Zapfen treten etwa alle drei Jahre auf. Die Sämlinge brauchen direktes Sonnenlicht und sind verglichen zu anderen Kiefernarten trockenresistent. Sie können unter günstigen Bedingungen im ersten Jahr eine Höhe von 10 bis 20 Zentimetern erreichen, nach 10 Jahren eine Höhe von 5 Metern und nach etwa 60 Jahren sind sie ausgewachsen. Die Zapfenbildung beginnt nach etwa 5 bis 50 Jahren.

## Verbreitung und Gefährdung

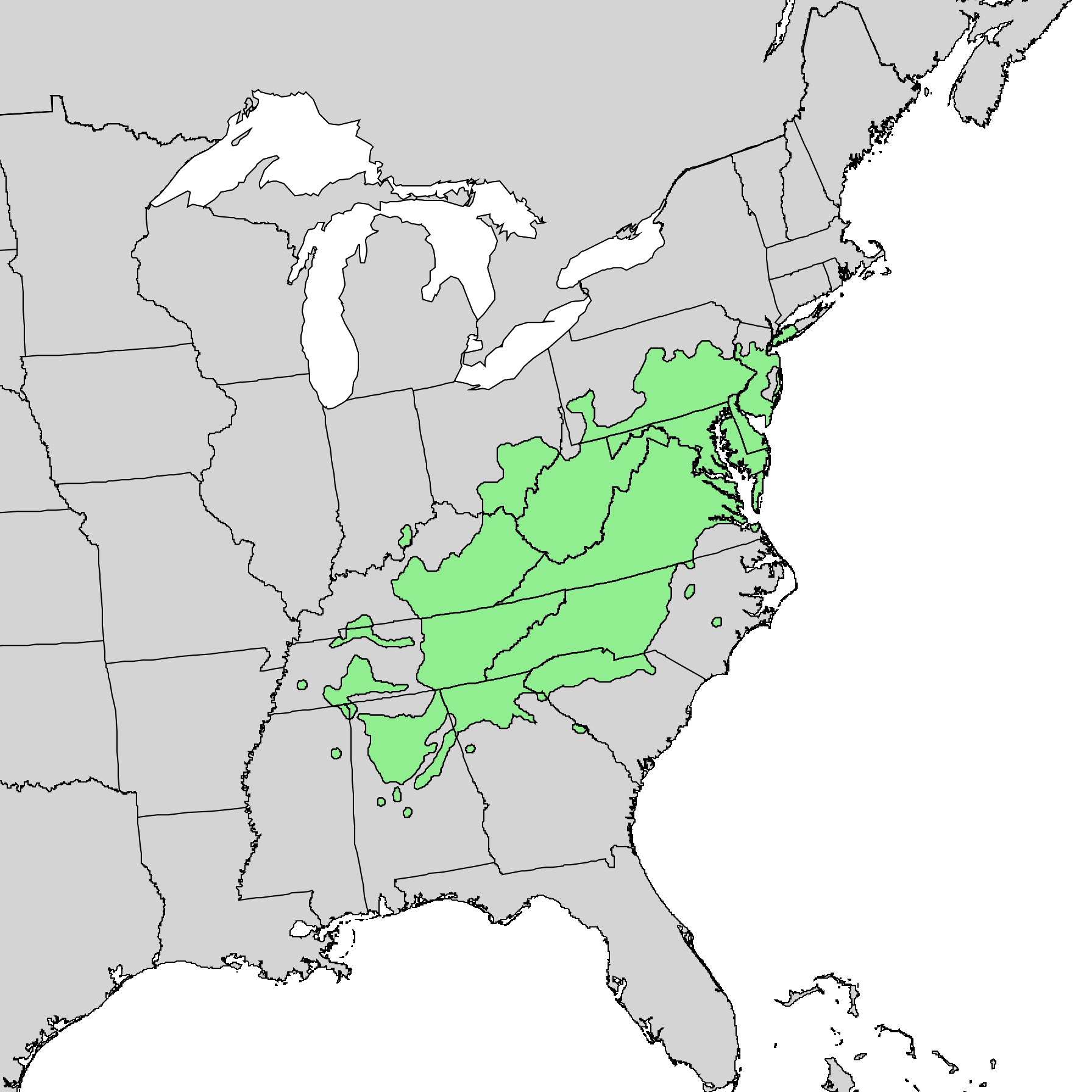
Natürliches Verbreitungsgebiet

Das natürliche Verbreitungsgebiet von Pinus virginiana liegt im Osten der Vereinigten Staaten und umfasst die Bundesstaaten New Jersey, Ohio, Pennsylvania, West Virginia, den Süden von Indiana, Alabama, Delaware, Georgia, Kentucky, Maryland, North Carolina, South Carolina, Tennessee und Virginia. Dort wächst sie im Piedmont und auf niedrigeren Hängen der Appalachen, von der Küste im Norden bis in höheren Lagen von 650 Metern im Landesinneren im Süden des Verbreitungsgebiets. In den kanadischen Provinzen Alberta, British Columbia und Ontario wurde sie eingebürgert, in den chinesischen Provinzen Jiangsu und Jiangxi wird sie forstwirtschaftlich genutzt.
In der Roten Liste der IUCN wird Pinus virginiana als gering gefährdet („Lower Risk/near threatened“) eingestuft. Es wird jedoch darauf hingewiesen, dass eine Neubeurteilung ausständig ist.

## Ökologie

### Klima
Das Klima im natürlichen Verbreitungsgebiet ist meist kühl und feucht mit ausgiebigen Schneefällen besonders im Norden des Verbreitungsgebiets. Die mittlere Jahresniederschlagsmenge beträgt zwischen 890 und 1400 Millimeter und ist recht gleichmäßig über das ganze Jahr verteilt. Die größte Niederschlagsmenge fällt im Südwesten des Verbreitungsgebiets. Die mittlere Sommertemperatur liegt zwischen 21 und 24 °C, die mittleren Temperaturen im Winter reichen von −4 bis 4 °C. Die mittlere Anzahl frostfreier Tage liegt bei 225 Tagen im Süden und Osten und sinkt auf 160 Tage in gebirgigen Lagen im Westen und Norden des Verbreitungsgebiets. Das Verbreitungsgebiet wird der Winterhärtezone 6 zugeordnet mit mittleren jährlichen Minimaltemperaturen zwischen −23,2 und −17,8 °C (−10 bis 0 Fahrenheit).

### Bodenbeschaffenheit
Pinus virginiana wächst auf einer Vielzahl unterschiedlicher, meist nährstoffarmer Böden, die sich aus Sedimenten, kristallinem Gestein, Sandstein, Schiefer und in geringerem Maße auch Kalk gebildet haben. Am besten wächst die Art auf Tonen, Lehmen oder sandigen Lehmen, sie entwickelt sich schlecht auf flachen Böden auf Schiefergestein und auf sehr sandigen Böden. Sie wächst nur auf durchlässigem bis gut durchlässigem Untergrund aus sauren bis neutralen Böden mit pH-Werten von 4,6 bis 7,9.

### Vergesellschaftung
Es handelt sich um eine Pionierart, die gerade große Gebiete aufgegebenen Farmlands neu besiedelt (Stand 2010). Unter diesen Bedingungen oder bei gestörten Umweltbedingungen wächst Pinus virginiana meist buschförmig, kann aber in ungestörter Waldumgebung auch größere Bäume bilden. In solchen Wäldern ist sie nur von untergeordneter Bedeutung und wächst zusammen mit verschiedenen Eichenarten (Quercus spp.) und manchmal auch anderen Kiefernarten, wie Pinus echinata, der Pech-Kiefer (Pinus rigida) und der Weihrauch-Kiefer (Pinus taeda). Daneben können ortsabhängig auch weitere Nadelbäume wie die Kanadische Hemlocktanne (Tsuga canadensis) und der Abendländische Lebensbaum (Thuja occidentalis) vorkommen. Im Nordosten des Verbreitungsgebiets, in den sogenannten Pine Barrens, bilden verschiedene Flechten, beispielsweise Vertreter der Gattungen Cladina und Cladonia und die Busch-Eiche (Quercus ilicifolia) das einzige Unterholz.

### Bedeutung für die Tierwelt
Die Samen sind eine wichtige Nahrungsquelle für eine große Zahl kleiner Säuger und Vögel, in manchen Gebieten ist sie auch eine wichtige Nahrungsquelle für Weißwedelhirsche (Odocoileus virginianus). Ältere Bäume mit Stammfäule bieten Spechten gute Nistgelegenheiten.

### Schadwirkungen und Einfluss von Bränden
Viele Faktoren können zum Absterben von Bäumen führen, häufige Ursachen sind Brände, Windbruch, Stammfäule durch den Kiefernfeuerschwamm (Phellinus pini) und durch Fusarium moniliforme verursachter Baumkrebs. Weitere Gefahren gehen von Insekten aus wie dem Borkenkäfer Dendroctonus frontalis und Vertretern der Gattung Neodiprion aus der Familie der Buschhornblattwespen (Diprionidae). Der Rüsselkäfer Hylobius pales befällt Sämlinge. Pinus virginiana reagiert empfindlich auf Luftschadstoffe wie Ozon, Schwefeloxide und Stickoxide.
Obwohl Waldbrände viele Exemplare vernichten können, ist die Präsenz der Art (wie auch aller anderen Pinus-Arten des Ökosystems) von Waldbränden abhängig, die offene, konkurrenzarme Räume schaffen. Bleiben Waldbrände ganz aus, werden die Kiefern mit der Zeit von Laubbaumarten verdrängt. Ein wichtiger Faktor bei der Etablierung sind Feuer, die auch die Humusauflage des Bodens betreffen. Keimung erfolgt vor allem auf offen liegendem Mineralboden.

## Systematik und Forschungsgeschichte
Die Erstveröffentlichung von Pinus virginiana erfolgte 1768 durch Philip Miller in Gardeners Dictionary, Edition 8, Nummer 9. Das Artepitheton virginiana erinnert an die englische Kolonie Virginia, die sich über einen großen Teil der östlichen Vereinigten Staaten erstreckte. Synonyme für Pinus virginiana Mill. sind Pinus inops Aiton, Pinus ruthenica Carrière und Pinus turbinata Bosc.
Die Art Pinus virginiana gehört zur Untersektion Contortae aus der Sektion Trifoliae in der Untergattung Pinus innerhalb der Gattung Pinus. Die Untersektion Contortae besteht aus vier nahe verwandten, zweinadeligen, nordamerikanischen Arten, Kreuzungsversuche waren jedoch nur mit der Sand-Kiefer (Pinus clausa) erfolgreich.

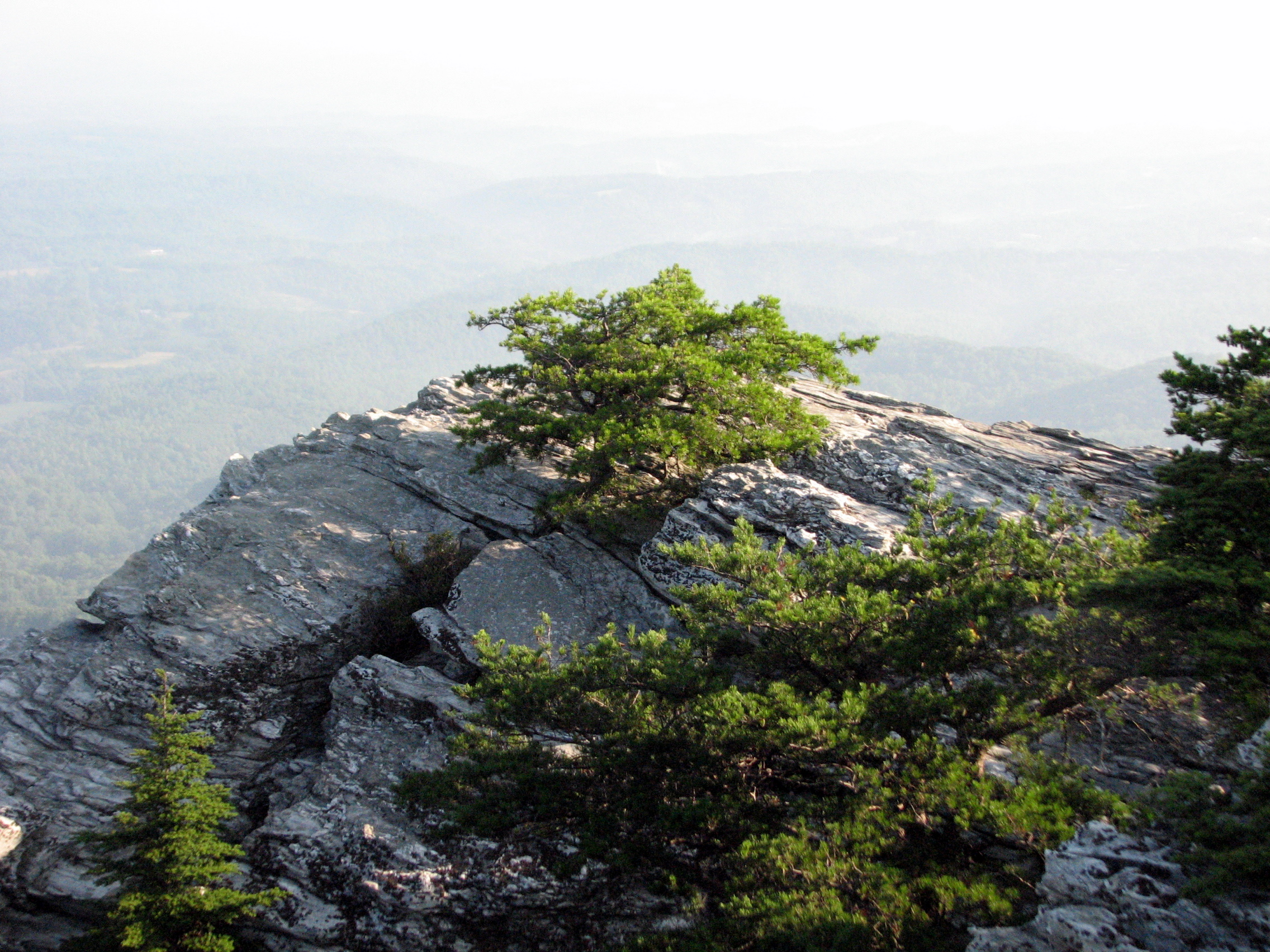
Pinus virginiana im Hanging Rock State Park, North Carolina

## Verwendung
In der Forstwirtschaft gilt Pinus virginiana als zu buschwüchsig, sie kann jedoch durchaus zu einem mäßig großen Baum auswachsen, besonders wenn sie auf aufgegebenem Farmland oder Kohletagbau gepflanzt wird. Das Holz von diesen Gebieten besonders aus dem Südosten des Verbreitungsgebiets wird als Nutzholz verwendet oder zu Zellstoff weiterverarbeitet. Pinus virginiana ist auch ein wichtiger Weihnachtsbaum, der in großer Stückzahl kultiviert und verkauft wird. Sie wird selten als Zierbaum verwendet, kultivierte Zwergformen werden jedoch in Steingärten gepflanzt.
Die Cherokee verwendeten verschiedene Pflanzenteile von Pinus virginiana für medizinische Zwecke, beispielsweise wurden die Rinde gekaut, um Durchfall zu behandeln, die Nadeln wurden gegen Fieber eingenommen. Es gab Anwendungen gegen Erkältungen, Rheumatismus, Tuberkulose und Hämorrhoiden.